# Hiroshi Hoketsu
Hiroshi Hoketsu (法華津 寛, Hoketu Hiroshi, né le 28 mars 1941 à Tokyo) est un cavalier de dressage japonais. Âgé de 71 ans, il est le sportif le plus âgé à concourir aux jeux olympiques de 2012. Il commence sa carrière olympique aux jeux de Tokyo en 1964. Déjà doyen des jeux de Pékin, il renonce à participer à ceux de Rio, son cheval étant tombé malade.